# Проня (притока Сожу)
Проня (біл. Проня) — річка в північно-східній Білорусі на території Дубровенського району Вітебської області та Чауського, Горецького і Славгородського районів Могильовської області, права притока річки Сож (басейн Дніпра). Належить до водного басейну Чорного моря.

## Географія
Річка починає свій витік на Смоленській височині, поблизу села Ланенка (Дубровенський район Вітебська область), тече у південному напрямку по Оршансько-Могильовській рівнині та впадає у річку Сож з правого берега, на східній околиці міста Славгород (за 296 км від гирла впадіння річки Сож у Дніпро).
Рівнинна річка. Долина добре розроблена, глубоковрізана, чашоподібна, у верхів'ї невиразна; ширина її від 0,4-0,6 км у верхній течії до 1-2 км у нижній. Береги переважно круті, обривисті, у верхній течії низькі і заболочені, відкриті (висота 1-1,5 м, на окремих ділянках до 7 м), нижче гирла річки Бася трапляються невеликі тераси. Заплава рівна, двостороння, суха, лугова; шириною 0,25-0,5 км, в гирлі 0,8-1,2 км (на окремих ділянках звужується до 80 м), нижче гирла річки Швидка розширюється до 3,8 км.
Русло каналізоване на відрізку в 19 км: від витоку до гирла річки Пньовка (15 км) та від південної околиці міста Горки вниз за течією (4 км): на іншому відрізку течії — звивисте, біля міста Горки розгалужується на кілька рукавів. Ширина річки в межень 15-20 м, в нижній течії місцями до 50 м.
Річка Проня на ділянці від міста Горок до впадання річки Швидка тече в безлісній зоні, а від села Рев'ячине — у вузькому каньйоні порослому кущами. Кущі і верби схиляються над водою і часто перекривають шлях течії, утворюючи затори. Ця ділянка становить 30 кілометрів.
Живлення річки змішане, переважно снігове, влітку часті паводки. Проня замерзає зазвичай до кінця листопада, льодохід починається в кінці березня. У верхній течії на період весняної повені припадає близько 74% річного стоку, в нижньому менше 58%. Довжина річки — 172 км, площа басейну — 4 910 км². Витрата води у гирлі — 29,5 м³/с.

## Назва
Єдиної відповіді про назву «Проня» у дослідників немає. Існує кілька варіантів походження цього слова. Так одні дослідники вважають що воно має гідронімічну спорідненість із словом «нетрі», в значенні — «густий заболочений ліс», а також «пріле», в значенні — «мокре, сире місце». Інші дослідники пояснюють схожість назви річки з чеським словом «Р rony», що означає «швидкий, неприборканий».

## Притоки
Річка Проня на своєму шляху приймає кілька десятків різноманітних приток та струмків. Найбільші із них (від витоку до гирла):
| Назва притоки | Довжина,(км)  | Площа водозбірного басейну,(км²) | Відстань від гирла Проні,(км) | Витрата води,(м³/с) |
| праві притоки | праві притоки | праві притоки                    | праві притоки                 | праві притоки       |
| ------------- | ------------- | -------------------------------- | ----------------------------- | ------------------- |
| Гольша        | 37            | 225                              | .                             | 1,4                 |
| Бася          | 104           | 995                              | .                             | 6,3                 |
| Раста         | 100           | 1290                             | .                             | 6,8                 |
| ліві притоки  |               |                                  |                               |                     |
| Парасиця      | 26            | 112                              | .                             | .                   |
| Бистра        | 46            | 688                              | .                             | 4,3                 |
| Вербівка      | 27            | 159                              | .                             | .                   |
| Кошанка       | 39            | 146                              | .                             | 0,8                 |

## Населенні пункти
На берегах річки розташовані такі найбільші населенні пункти (від витоку до гирла): села Ланенка, Сава, Сенькове, місто Горки, смт. Дрибин, села Дужевка, Завод Вирова, Нова Слобода, місто Славгород.